# Виллар-Сент-Ансельм
Вилла́р-Сент-Ансе́льм (фр. Villar-Saint-Anselme) — коммуна во Франции, находится в регионе Лангедок — Руссильон. Департамент коммуны — Од. Входит в состав кантона Сент-Илер. Округ коммуны — Лиму.
Код INSEE коммуны — 11415.

## Население
Население коммуны на 2008 год составляло 93 человека.
| 1962 | 1968 | 1975 | 1982 | 1990 | 1999 | 2008 |
| ---- | ---- | ---- | ---- | ---- | ---- | ---- |
| 131  | 141  | 120  | 117  | 112  | 94   | 93   |

## Экономика
В 2007 году среди 54 человек в трудоспособном возрасте (15—64 лет) 40 были экономически активными, 14 — неактивными (показатель активности — 74,1 %, в 1999 году было 59,3 %). Из 40 активных работали 36 человек (22 мужчины и 14 женщин), безработных было 4 (2 мужчины и 2 женщины). Среди 14 неактивных 5 человек были учениками или студентами, 4 — пенсионерами, 5 были неактивными по другим причинам.